# Sainte-Eulalie, Ardèche

Sainte-Eulalie este o comună în departamentul Ardèche din sud-estul Franței. În 1 ianuarie 2022 avea o populație de 209 de locuitori.